# Жемчужная (платформа)
Жемчужная — бывшая железнодорожная станция, ныне платформа Мурманского региона Октябрьской железной дороги, расположенная в Кандалакшском районе Мурманской области в одноимённом селении. Открыта в 1916 году в составе участка Кемь — Кандалакша. Находится в 39 км к югу от Кандалакши и на 316 км к югу от Мурманска.
До образования Мурманской области в 1938 году находилась в Карельской АССР.

## О станции
Расположена в Кандалакшском районе у посёлка Жемчужная. Станционное здание кирпичное, одноэтажное и находится на возвышенности от путей, сейчас по прямому назначению не используется. Также сохранились железнодорожные казармы, сейчас они используется как жилые дома.

## Движение поездов
| Пригородное сообщение по станции | Пригородное сообщение по станции |
| № поезда                         | Маршрут движения                 |
| -------------------------------- | -------------------------------- |
| 6673                             | Кандалакша — Лоухи               |
| 6674                             | Лоухи — Кандалакша               |